# Marquesat d'Hoyos
El Marquesat d'Hoyos és un títol nobiliari hereditari del Regne d'Espanya que la reina Isabel II va atorgar amb Grandesa d'Espanya el 3 d'agost de 1866 al tinent general Isidoro de Hoyos y Rubín de Celis (Boquerizo, Cantàbria, 4 d'abril de 1793 - Madrid 3 de setembre de 1876), Marquès de Zornoza, aleshores ministre de la Guerra.

## Titulars
- Isidoro de Hoyos Rubín de Celis Lasso de la Vega y Cossío, I Marquès de Hoyos i I Marquès de Zornoza.

- Isidoro de Hoyos y de la Torre, II Marqués d'Hoyos i II Marqués de Zornoza.

- José María de Hoyos y Vinent, III Marquès d'Hoyos, III Marquès de Zornoza, IV marquès de Vinent, III vescomte de Manzanera, Gentilhome Gran d'Espanya amb exercici i servitud del Rer Alfons XIII.

1. Casat amb Isabel Sánchez de Hoces, XI duquessa d'Almodóvar del Río, XIV marquesa d'Almodóvar del Río, VII marquesa de Puebla de los Infantes, Dama de la Reina Victòria Eugènia d'Espanya. El succeí el seu fill:

- Alfonso de Hoyos y Sánchez-Romate, IV Marquès d'Hoyos, XII Duc d'Almodóvar del Río, XV Marquès d'Almodóvar del Río, V Marquès de Vinent i IV Marquès de Zornoza.

1. Casat con María Victoria Martínez de Irujo y Artázcoz. El succeí la seva filla:

- María Isabel de Hoyos y Martínez de Irujo, V marquesa d' Hoyos, XIV duquessa d'Almodóvar del Río, XVI Marquesa d'Almodóvar del Río.